# Brachycosmia
Atethmia là một chi bướm đêm thuộc họ Noctuidae.